# Sulfobacillus
Sulfobacillus es un género de  bacteria grampositiva, acidófila, formadora de esporas, moderadamente termófila o termotolerante, anaerobia facultativa y oxidante de compuestos de azufre.